# Рокдейл (окръг, Джорджия)
Окръг Рокдейл (на английски: Rockdale County) е окръг в щата Джорджия, Съединени американски щати. Площта му е 342 km², а населението - 80 332 души. Административен център е град Кониърс.